# 趙元夫
趙元夫（1493年—？），字企仁，號晴隩，山東兗州府東平州人，民籍，明朝政治人物。

## 生平
嘉靖元年（1522年）壬午科山東鄉試第四名舉人。嘉靖八年（1529年）中式己丑科會試第五十名，登第三甲第七十名進士。歷官刑部主事，十二年六月改雲南道監察御史，巡按順天，兼巡视居庸等关，二十二年十月升南京太僕寺少卿，二十四年四月考察闲住。

## 家族
曾祖趙麟；祖父趙莊；父趙逯，曾任貢士。母劉氏。具庆下。從兄趙承祜（贡士）。